# Mislina
Mislina je naselje u sastavu općine Zažablje u Dubrovačko-neretvanskoj županiji.

## Zemljopisni položaj
Naselje se nalazi u dolini Neretve uz lokalnu prometnicu Metković - Neum.

## Stanovništvo
Prema popisu stanovništva iz 2001. godine u Mislini je obitavalo 67 stanovnika, a prema popisu iz 2011. 50 stanovnika.
| broj stanovnika |       |       | 37    | 10    | 16    | 40    |       |       | 121   | 221   | 193   | 150   | 154   | 83    | 67    | 50    | 25    |
|                 | 1857. | 1869. | 1880. | 1890. | 1900. | 1910. | 1921. | 1931. | 1948. | 1953. | 1961. | 1971. | 1981. | 1991. | 2001. | 2011. | 2021. |

## Gospodarstvo
Žitelji Misline se uglavnom bave poljodjelstvom.